# Друеворс
Друеворс (афр. Droëwors, досл. «суха ковбаса») — Південно-Африканська закуска, варіант традиційної, пряної з коріандром ковбаси boerewors. Зазвичай його виготовляють як dunwors (африкаанс — «тонка ковбаса»), а не dikwors («товста ковбаса»), оскільки більш тонка ковбаса швидше сохне. Товсту ковбасу зазвичай сплющують, щоб краще сохла.
Рецепт, який використовується для цих сухих ковбас аналогічний для boerewors, хоча свинину і телятину, як правило, замінюються яловичиною, оскільки перші можуть мати процес ранцидифікації при висушуванні, і баранячий жир замість свинячого жиру. Сушка робить ковбасу ідеальною для зберігання в холодильнику.
Друеворс має незвичний процес сушки м'яса швидко у теплих, сухих умовах, на відміну наприклад від традиційного італійського вяленого м'яса, яке сушать повільно в холодних і вологих умовах. Прямим результатом цього є те, що дроувер не слід утримувати у вологих умовах, оскільки цвіль може почати утворюватися легше, ніж із в'яленою ковбасою.
Цей продукт пов'язаний як за назвою, так і за рецептом з голландською стравою metworst.